# Яніс Сіліньш
Яніс Сіліньш (латис. Jānis Siliņš; *29 серпня 1958) — політик і діяч культури Латвії.

## Біографія
Професор і ректор Латвійської академії культури. Депутат Ризької думи від «Громадянського союзу». Режисер і сценарист безлічі латвійських фестивалів. Сценарист і режисер серіалу «Latvijas teātra vēsture». 
З 2004 по 2014 ректор Латвійської академії культури.
Закінчив Державну консерваторію (1987).

## Нагороди
- Двічі кавалер Ордена Трьох зірок;
- Кавалер Ордена Віестура;
- Кавалер Ордена хреста Визнання.